# Kette (Heraldik)

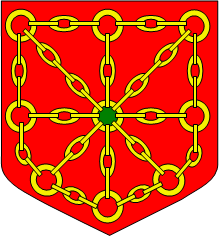
Kette im Wappen Navarras

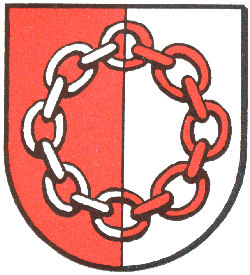
Kette in Verwechselten Farben im Wappen von Gellmersbach

Die Kette ist in der Heraldik als Wappenbild nicht stark verbreitet.
Als gemeine Figur im Wappen sind nur wenige Darstellungen von Bedeutung. Dargestellt werden einige Kettenglieder der realen Kette, meistens auf drei oder vier Glieder begrenzt im Wappenschild. Beliebt ist das Flechtwerk aus verbundenen Kettensträngen, wie es im Wappen von Navarra, vorkommt. In diesem Wappen wird das Gebilde auch als Navarrakette bezeichnet. Diese ist aus dem Münzenschnurgeflecht  etwa im 14. Jahrhundert hervorgegangen. Im Gelres 'sche Wappenbuch ist es dargestellt. Die Belegung eines Schildbordes (oberen Schildrand kann ausgelassen sein) entlang, mit einer umlaufenden Kette, ist gebräuchlich. Auch nur dem Schildrand folgen ist eine beliebte Variante. Die Kettenglieder könne alle Formen von rund, breit und lang annehmen. Auch gemischte Kettengliederstärken sind in den Wappen anzutreffen. Die Tingierung ist vorwiegend Gold oder Silber.
Die Symbolik der Kette im Wappen steht häufig in Zusammenhang mit der Befreiung von einer Herrschaft. Im Staatswappen der Republik Österreich sind die Fänge des Adlers zu sehen. An jedem Adlerfang hängt ein Stück zerrissener Kette. Dies wurde 1945 mit Gründung der Zweiten Republik eingeführt.
Eine besondere schmuckvolle Form haben die ordensabhängigen Ketten, die um den Schild gelegt werden und den Orden des Wappenträgers tragen. Hier werden diese zu den Prachtstücken gezählt.

## Beispiele

Asendorf (Nordheide) Schild in Silber und Rot geteilt. Oben ein roter Achtstern, unten ein silberner Arm, der in der Faust eine silberne, zerrissene Kette hält. Der untere Teil mit Arm und zerrissener Kette bezieht sich auf den „starken Hinnerk“, der zu Zeiten Napoleons in Asendorf gelebt haben soll
Außernzell In Gold über einem grünen Dreiberg eine blaue heraldische Lilie, umgeben von einer blauen Kette.
Bad Füssing In Silber über einer nach dem unteren Schildrand gelegten blauen fünfzehngliedrigen Kette mit offenen Schellen an beiden Enden ein roter zweischaliger Brunnen mit konischer Zentralsäule und blauer mittiger Fontäne aus der kleinen oberen Schale, in zwei Strahlen sich in die untere Schale ergießend.
Fremdingen In Gold der rot nimbierte Kopf des hl. Leonhard (Kettenheiliger) mit schwarzem Halskragen, umgeben von einer blauen Kette, an der unten ein blaues Schloss hängt.
Hau In Blau eine goldene Kette mit sieben Gliedern und fünf Antoniuskreuzen. Im Schildhaupt drei Glieder zu den Seiten jeweils wechselnd ein Antoniuskreuz und ein Kettenglied. Im Schildfuß eine goldene Glocke mit Klöppel aufgehängt an einem Antoniuskreuz.
Kettenheim In Slber ein blauer Pfahl, darüber ringförmig eine oben durchtrennte schwarze Kette.
Ruppichteroth Unter einem roten Schildhaupt, das durch eine wellenförmige Teilungslinie abgesetzt ist und in silbernen Buchstaben die Worte MONS PRAECLARE enthält, in silbernem Feld ein linksgewandter roter Halbmond, zwischen dem ein rotes achtspitziges Kreuz in der Weise steht, dass der linke und die senkrechten Kreuzarme die Mondsichel berühren, darunter die beiden Hälften einer auseinandergerissenen schwarzen Kette.
Wanderup Die in schwarz-silberner Tinktur lebhaft gezeichnete Kuh belebt im Sommer die Agrarlandschaft. Das landwirtschaftliche Genossenschaftswesen wird durch die goldene Kette versinnbildlicht. Die acht Kettenglieder stehen auch für die Ortsteile.

## Einzelnachweis
1. 1 2  Gert Oswald: Lexikon der Heraldik. Bibliographisches Institut, Mannheim u. a. 1985, ISBN 3-411-02149-7.